# 学制改革
学制改革（がくせいかいかく）は、学校の制度、特に学校の種別体系を改革することである。日本では、第二次世界大戦後の連合国軍最高司令官総司令部の占領下、1946年（昭和21年）3月5日と7日の第一次アメリカ教育使節団の調査結果によりアメリカ教育使節団報告書に基づいた教育課程の大規模な改編のことを指す。

## 学制改革とは
戦前からの懸案を解決しつつ戦後の新社会に適した学制に改編することを目的として、南原繁・東京帝国大学総長らにより推進された教育制度の改革であった。主な内容は「複線型教育」から「単線型教育」の「6・3・3・4制」の学校体系への変更。義務教育の9年間（小学校6年間・中学校3年間）への延長である。
複線型教育に主に弊害として指摘されていた社会階層に応じた教育構造であることを以って封建制の残滓とみなしその除去、及び教育の機会の均等（形式的平等。ただし日本においては“平等”（結果の平等及び実質的平等）という受容が一般的であった）を主目的とするものであった。さらに連合国軍総司令部（GHQ / SCAP）、特にその内部の先鋭的進歩的集団であるニューディーラーの後押しもあり単線型教育を推進するため小学区制・男女共学・総合制の三点モデルないし高校三原則も打ち出された。
しかし、これは公立学校において一時的に実現したものの、1949年（昭和24年）頃までに崩壊した。小学区制は大学区制になった。総合制は崩壊して、工業高等学校・商業高等学校・農業高等学校（農林・園芸なども）・水産高等学校が多数分離独立し、単独の職業高等学校として、前身の実業学校が復活する格好となり、普通科単独高校も増加した。一方、男女共学については、東日本（特に北関東や東北の公立高等学校）で男子校・女子校が残ったものの、西日本の公立高等学校でほぼ男女共学が実現し、普通科教育機会の拡大に大きく貢献した。私立学校については、ほとんどは男子校・女子校のまま新制中学校・新制高等学校へ移行した。
| 標準的な年齢 | 旧学制 （1946年（昭和21年）度当時）                                       | 旧学制 （1946年（昭和21年）度当時）                                       | 新学制                              | 新学制 | 新学制       | 新学制      |
| ------------ | ------------------------------------------------------------------------- | ------------------------------------------------------------------------- | ----------------------------------- | ------ | ------------ | ----------- |
| 06 - 07歳    | 国民学校初等科1年                                                         | 義務教育6〜8年                                                            | 小学校1年                           | 6      | 初等教育     | 義務教育9年 |
| 07 - 08歳    | 国民学校初等科2年                                                         | 義務教育6〜8年                                                            | 小学校2年                           | 6      | 初等教育     | 義務教育9年 |
| 08 - 09歳    | 国民学校初等科3年                                                         | 義務教育6〜8年                                                            | 小学校3年                           | 6      | 初等教育     | 義務教育9年 |
| 09 - 10歳    | 国民学校初等科4年                                                         | 義務教育6〜8年                                                            | 小学校4年                           | 6      | 初等教育     | 義務教育9年 |
| 10 - 11歳    | 国民学校初等科5年                                                         | 義務教育6〜8年                                                            | 小学校5年                           | 6      | 初等教育     | 義務教育9年 |
| 11 - 12歳    | 国民学校初等科6年                                                         | 義務教育6〜8年                                                            | 小学校6年                           | 6      | 初等教育     | 義務教育9年 |
| 12 - 13歳    | 国民学校高等科1年 青年学校普通科1年 中等学校1年 高等学校尋常科1年         | 義務教育6〜8年                                                            | 中学校1年                           | 3      | 前期中等教育 | 義務教育9年 |
| 13 - 14歳    | 国民学校高等科2年 青年学校普通科2年 中等学校2年 高等学校尋常科2年         | 義務教育6〜8年                                                            | 中学校2年                           | 3      | 前期中等教育 | 義務教育9年 |
| 14 - 15歳    | 中等学校3年 高等学校尋常科3年 師範学校予科1年                             | 中等学校3年 高等学校尋常科3年 師範学校予科1年                             | 中学校3年                           | 3      | 前期中等教育 | 義務教育9年 |
| 15 - 16歳    | 中等学校4年 高等学校尋常科4年 師範学校予科2年                             | 中等学校4年 高等学校尋常科4年 師範学校予科2年                             | 高等学校1年 高等専門学校1年         | 3      | 後期中等教育 |             |
| 16 - 17歳    | 中等学校5年 高等学校高等科1年 大学予科1年 師範学校予科3年                 | 中等学校5年 高等学校高等科1年 大学予科1年 師範学校予科3年                 | 高等学校2年 高等専門学校2年         | 3      | 後期中等教育 |             |
| 17 - 18歳    | 高等学校高等科2年 大学予科2年 専門学校1年 師範学校本科1年 高等師範学校1年 | 高等学校高等科2年 大学予科2年 専門学校1年 師範学校本科1年 高等師範学校1年 | 高等学校3年 高等専門学校3年         | 3      | 後期中等教育 |             |
| 18 - 19歳    | 高等学校高等科3年 大学予科3年 専門学校2年 師範学校本科2年 高等師範学校2年 | 高等学校高等科3年 大学予科3年 専門学校2年 師範学校本科2年 高等師範学校2年 | 大学1年 短期大学1年 高等専門学校4年 | 4      | 高等教育     |             |
| 19 - 20歳    | 大学1年 専門学校3年 師範学校本科3年 高等師範学校3年                       | 大学1年 専門学校3年 師範学校本科3年 高等師範学校3年                       | 大学2年 短期大学2年 高等専門学校5年 | 4      | 高等教育     |             |
| 20 - 21歳    | 大学2年 専門学校（医専など）4年 高等師範学校4年                           | 大学2年 専門学校（医専など）4年 高等師範学校4年                           | 大学3年                             | 4      | 高等教育     |             |
| 21 - 22歳    | 大学3年                                                                   | 大学3年                                                                   | 大学4年                             | 4      | 高等教育     |             |

## 旧学制から新学制への移行措置
学制改革による学校制度の大規模な変更がもたらす混乱を軽減するため、さまざまな移行措置が図られた。1947年（昭和22年）から1950年（昭和25年）頃までは旧制と新制の学校が混在した。

### 旧制中等学校から新制高校へ
国民学校初等科を1946年（昭和21年）3月までに卒業する者は旧制で進学した。1947年（昭和22年）3月以降に卒業した者から全員、新制中学校（現在の中学校）に進学した。
1947年（昭和22年）4月、暫定措置として旧制中等学校（旧制中学校、高等女学校、実業学校）に新制の併設中学校が設置され、1年生の募集が停止された。同年度に2,3年生となる在籍者は併設中学校の生徒となった。ただし私立に関しては募集を継続し（併設中学校を廃止せずに）、現在でも中高一貫校として存続している学校もある。
1947年（昭和22年）度の5年生は、旧制中等学校の卒業と、新制高等学校の3年生への進級とを選択することができた。
旧制高校尋常科は戦争中募集を停止していたが東京高等学校は1946年（昭和21年）度のみ募集を再開した。翌年また募集を停止したので在学生は宙に浮いてしまった。結局、1948年（昭和23年）に1・2年生を募集し在学中の3年生と合わせて東京大学附属中学校（新制）となった。現在の東京大学教育学部附属中等教育学校である。
第二次大戦後の連合国軍総司令部による占領統治下での民主化政策の一環として定められた学校教育法の下で旧制中等学校は新制高等学校へ転換され、その際公立校の多くが共学化された。しかし、一部の地方自治体（宮城県・福島県・栃木県・群馬県・埼玉県）では男女別学が継続されるなど男女共学化は必ずしも徹底されなかった。また私学の大半は全国的に男子校もしくは女子校、また中高一貫校という形で高等学校転換が図られた。また山口県などでは、隣接する旧制中等学校と統合した上で新制高等学校に転換したケース、大阪府では単独で新制高等学校に転換されるも隣接する学校と生徒・教員の相互交流（入れ替え）を行ったケースなどがある。
1946年（昭和21年）に日本の行政権が停止された奄美群島では、臨時北部南西諸島政庁により新制高校への切り替えが1年遅れの1949年（昭和24年）に実施された。
逓信省所管だった無線電信講習所は文部省移管後、中央校以外の地方3校については、新制電波高校（のちの電波工業高等専門学校）への切り替えが1年遅れの1949年（昭和24年）に実施された。また運輸省所管だった商船学校も、新制商船高校（現在の商船高等専門学校）への切り替えと文部省移管が3年遅れの1951年（昭和26年）に実施された。
移行措置一覧年表
| 年度                           | 1947年度 （昭和22年度）                                                | 1948年度 （昭和23年度）                                                                                                   | 1949年度 （昭和24年度）         | 1950年度 （昭和25年度）             |
| ------------------------------ | ---------------------------------------------------------------------- | --- | ------------------------------- | ----------------------------------- |
| 新学制                         | 新制小学校・中学校が発足                                               | 新制高等学校が発足 | 新制大学が発足                  |                                     |
| 旧学制から 新学制への 経過措置 | 旧制中等学校に 併設（新制）中学校を設置                                | 旧制高校に 旧制中等学校を設置 併設（新制）中学校が 新制高校に継承される 年度末で公立の新制高校の 併設（新制）中学校が廃止 |                                 |                                     |
| 旧学制                         | 旧制中等学校の募集を停止 年度末で新制高校に移行する 旧制中等学校が廃止 | | 年度末で すべての旧制高校が廃止 | 年度末で すべての旧制中等学校が廃止 |

新旧学年対応早見表
| 1946年度 （昭和21年度）                                     | 1947年度 （昭和22年度）                   | 1948年度 （昭和23年度）                                       | 1949年度 （昭和24年度）                        | 1950年度 （昭和25年度）              | 1951年度 （昭和26年度） | 1952年度 （昭和27年度） |
| ----------------------------------------------------------- | ----------------------------------------- | ------------------------------------------------------------- | ---------------------------------------------- | ------------------------------------ | ----------------------- | ----------------------- |
| 国民学校 初等科6年                                          | 新制中学1年                               | 新制中学2年                                                   | 新制中学3年                                    | 新制高校1年                          | 新制高校2年             | 新制高校3年             |
| 国民学校 高等科1年                                          | 新制中学2年                               | 新制中学3年                                                   | 新制高校1年                                    | 新制高校2年                          | 新制高校3年             | （新制大学へ）          |
| 青年学校 普通科1年                                          | 新制中学2年                               | 新制中学3年                                                   | 新制高校1年                                    | 新制高校2年                          | 新制高校3年             | （新制大学へ）          |
| 旧制中等学校 1年 （旧制中学校） （高等女学校） （実業学校） | 併設（新制）中学2年 旧制中等学校 2年      | 併設（新制）中学3年 併設（旧制）中等学校 3年                  | 新制高校1年 併設（旧制）中等学校 4年           | 新制高校2年 併設（旧制）中等学校 5年 | 新制高校3年             | （新制大学へ）          |
| 国民学校 高等科2年                                          | 新制中学3年                               | 新制高校1年                                                   | 新制高校2年                                    | 新制高校3年                          | （新制大学へ）          |                         |
| 青年学校 普通科2年                                          | 新制中学3年                               | 新制高校1年                                                   | 新制高校2年                                    | 新制高校3年                          | （新制大学へ）          |                         |
| 旧制中等学校 2年                                            | 併設（新制）中学3年 旧制中等学校 3年      | 新制高校1年 併設（旧制）中等学校 4年                          | 新制高校2年 併設（旧制）中等学校 5年           | 新制高校3年                          | （新制大学へ）          |                         |
| 旧制中等学校 3年                                            | 旧制中等学校 4年                          | 新制高校2年 併設（旧制）中等学校 5年 （旧制高校高等科などへ） | 新制高校3年 （旧制高校高等科などの 2年に編入） | （新制大学へ）                       |                         |                         |
| 旧制中等学校 4年                                            | 旧制中等学校 5年 （旧制高校高等科などへ） | 新制高校3年                                                   | （新制大学へ）                                 |                                      |                         |                         |
| 旧制中等学校 5年                                            | （旧制高校などへ）                        |                                                               |                                                |                                      |                         |                         |

### 旧制高校等から新制大学へ
旧制高校、旧制専門学校、師範学校、高等師範学校、大学予科の募集は1948年（昭和23年）までであった。
ただし、3年で卒業したのは1947年（昭和22年）の入学者が最後である。1948年（昭和23年）の入学者は1年次を修了した1949年（昭和24年）3月で学籍が消滅し、新制大学を受験し直さねばならなかった（詳細は旧制高等学校を参照）。
1947年（昭和22年）度の旧制中学の卒業者、4年修了者の大学へのコースは旧制高校経由と新制高校経由の2つがあった。
1949年（昭和24年）、新制大学の発足にともない旧制高校、旧制専門学校、師範学校が新制大学に包括され、旧制単科大学も多くが新制の総合大学に包括されたため「東京大学第一高等学校」、「金沢大学第四高等学校」、「滋賀大学彦根経済専門学校」、「北海道学芸大学北海道第二師範学校」、「千葉大学東京医科歯科大学予科」、「広島大学広島文理科大学」というような名称になった。この状態が旧制学校の最後の卒業生が卒業するまで続いた。
東京大学駒場キャンパスでは東京大学第一高等学校と東京大学教養学部が同居して旧制と新制の学生が対立する光景も見られたという。
旧制大学の入試は1950年（昭和25年）度が最後であった。しかしその後も「白線浪人」と呼ばれる旧制高校卒の過年度生が多数いたので編入試験が行われた。
1949年（昭和24年）、学制改革で医学部・歯学部の入学資格は他の学部に2年以上在学し、所定の一般教育科目を履修した者となった。このため、新制大学の理学部や文理学部に、医学部・歯学部進学のためのコースが「理学部乙」等の名称で設けられ、大学2年修了者を対象とする入試は1951年（昭和26年）から実施された。4校の私立歯科大学に限っては、大学予科が2年制の旧制大学予科として継続することが認められた（1950年（昭和25年）2月2日文部省令第4号）。1955年（昭和30年）から、医学部・歯学部は6年制で、2年の進学課程及び4年の専門課程となり、「理学部乙」や2年制大学予科は、それぞれの大学の医学部・歯学部進学課程となった。
なお1925年（大正14年）に逓信省から文部省の所管となった高等商船学校は、新制の（国立）商船大学への移行が1949年（昭和24年）に実施された（高等商船学校#沿革）。また逓信省所管だった無線電信講習所の中央校は文部省移管後、新制の（国立）電気通信大学への移行が同年に実施された。